# 三人の母
『三人の母』（さんにんのはは）は、TBS「ポーラテレビ小説」枠で1968年9月30日から1969年3月29日まで放送された連続テレビドラマである。白黒作品。全156回。

## 概要
「ポーラテレビ小説」第1作。昭和期書道界の重鎮、冲六鵬の自伝をもとに、養母、継母、実母と3人の母を持つ運命を背負った少年が世間に揉まれながら成長してゆく姿を描く。ヒロインにはキャリアのある女優を配しており、新人を起用するのは2作目以降となる。

## 物語
明治34年（1901年）静岡。尋常小学校に上がった6歳の和一は、それまでの鈴木姓が冲に変わっていることに戸惑う。養父の米吉が倒れ、生活苦から実父今吉のもとに引き取られることになったからであった。大好きな養母ときとの悲しい別れを耐えてきた和一に、新しい母いねは優しかったが、躾には厳しかった。いねは継母で、焼津には事情があって別れた実母つまがいる、と聞かされた和一の幼心は乱れる。3年後、突然宮城家に預けられたが翌年には連れ戻されるなど、数奇な人生を歩む和一に、3人の母たちが複雑に絡んでゆく。

## キャスト
- つま（実母） … 加藤治子
- いね（継母） … 馬淵晴子
- とき（養母） … 千之赫子
- 冲和一（6 - 8歳） … 高野浩幸
- 同 （9 - 12歳） … 長谷川浩
- 同 （13 - 15歳） … 小林芳宏
- 同 （16 - 19歳） … 池田秀一
- 冲今吉 … 二谷英明
- 清兵衛 … 伊志井寛
- 鈴木米吉 … 高松英郎
- 冲豊吉 … 犬塚弘
- 宮城鉄太郎 … 土屋嘉男
- まつ … 宝生あやこ
- しか … 田村奈巳
- 服部先生 … 福田豊土
- 北山の伯父 … 野々村潔
- 北山の伯母 … 文野朋子
- 新聞屋の主人 … 中村梅之助
- その妻 … 原知佐子
- 金太 … 宍戸錠
- 国さん … 常田富士男
- 栄さん … 三角八郎
- 孝太 … 服部良次
- 新一 … 清水綋治
- お清 … 大谷直子
- 金谷の伯父 … 中島元
- 御油の伯母 … 石井富子
- 池田 … 林隆三
- 加藤主任 … 塚本信夫
- 錦 … 親桜子
- 弓子 … 大原麗子
- とり … 松本狭霧
- みつ … 矢代京子
- おきん … 益井千登勢
- 勝子 … 柳京子
- とおる … 佐藤雅一
- 竹田 … 穴井寛二
- 笹原 … 山本紀彦
- 銀ちゃん … 池田鴻
- 増井 … 竹尾智晴
- 車屋の親方 … 如月寛多
- 二代目尾上九朗右衛門
- 安部徹
- 柳生博
- 本山可久子
- 西岡慶子
- 島田多恵子（島田妙子）
- 高島敏郎
- 加藤久美子
- ナレーター … 芦田伸介

## スタッフ
- 原作：冲六鵬
- 脚本：木下惠介、楠田芳子
- 演出：龍至政美、坂崎彰、佐藤虔一、内野建
- 音楽：冨田勲
- プロデューサー：宮武昭夫、山本典助、宇治正敏
- 制作協力：東通

## 参考資料
- 「テレビジョンドラマ」（放送映画出版）

| TBS系 ポーラテレビ小説                                       | TBS系 ポーラテレビ小説                     | TBS系 ポーラテレビ小説                     |
| 前番組                                                       | 番組名                                     | 次番組                                     |
| ------------------------------------------------------------ | ------------------------------------------ | ------------------------------------------ |
| -                                                            | 三人の母 （1968年9月30日 - 1969年3月29日） | パンとあこがれ （1969年3月31日 - 9月27日） |
| TBS系 月 - 土12:40 - 13:00枠                                 |                                            |                                            |
| テレビガイド ※12:40 - 12:45ポーラ婦人ニュース ※12:45 - 13:00 | 三人の母 （1968年9月30日 - 1969年3月29日） | パンとあこがれ （1969年3月31日 - 9月27日） |